# Radarbaken

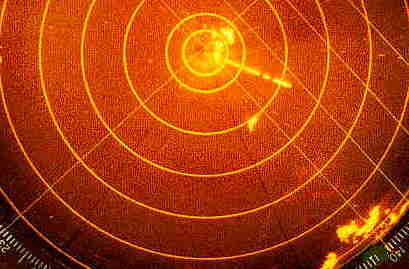
Raconsignaal zoals dat gezien wordt op een radarscherm. Dit radarbaken zend de letter "Q" uit in morse.

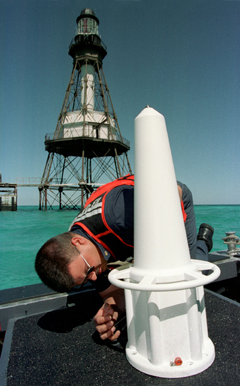
Radarbaken

Een radarbaken (Engels: Racon) is een radar-antwoord-baken (transponder) dat gewoonlijk gebruikt wordt voor het markeren van gevaren voor met name de scheepvaart. Ze worden vaak ook geïnstalleerd op boeien en andere hulpmiddelen voor navigatie van schepen. Het radarbaken antwoordt op het ontvangen signaal van een radar.

## Werking
Radarbakens antwoorden op het signaal van een radar met een eigen signaal op dezelfde frequentie. Hierdoor kunnen ook navigatiebakens die niet groot genoeg zijn om de radarsignalen te reflecteren, met de radar worden waargenomen. Het antwoordsignaal heeft de vorm van een morsecode met een specifiek eigen kenmerk, meestal een enkele letter of cijfer, om het navigatiebaken te kunnen identificeren. Teneinde verwarring met overige radarreflecties te voorkomen, worden alleen morsecodes gebruikt die beginnen met een streep. Om te voorkomen dat de morsecode niet goed zichtbaar blijft als het beeld op het radarscherm wordt in- of uitgezoomd, moet het antwoordsignaal proportioneel schaalbaar zijn. 
Het kenmerk van het radarbaken wordt op het radarscherm als morsecode weergegeven, die begint op de plek van het baken en uitstraalt in een korte lijn vanaf dat punt. Door middel van dit kenmerk kan een baken geïdentificeerd worden op zeekaarten. Om ook objecten achter het baken te kunnen tonen op het scherm, reageert het baken met onderbrekingen van het uitzenden van het antwoordsignaal.
Een veelvoorkomend misverstand, is dat AIS zenders een vervanging zouden zijn voor radarbakens. Dit is niet het geval. Radarbakens zijn niet afhankelijk van communicatie met satellieten en bieden daarom meer zekerheid dan AIS systemen. Bovendien is het doel van AIS systemen wezenlijk anders dan het doel van een radarbaken. AIS zenders en radarbakens zijn wel complementair, maar geen substituten van elkaar.

## Gebruik
In de Verenigde Staten worden er door de kustwacht ongeveer 80 radarbakens gebruikt, maar daarnaast worden ze ook gebruikt door andere organisaties, zoals de eigenaren van boorplatformen. Het gebruik van deze hulpmiddelen, anders dan voor navigatiedoeleinden, is daar verboden. Ze worden als markering gebruikt voor:
- vuurtorens en navigatieboeien
- de positie van onopvallende kustlijnen
- bevaarbare wateren onder bruggen
- offshore boorplatformen en andere constructies
- ecologisch gevoelige gebieden, zoals koraalriffen

In andere delen van de wereld dan de Verenigde Staten worden ze ook gebruikt voor het markeren van:
- tijdelijke, nieuwe en niet op de kaart staande gevaren (met als kenmerk "D" volgens IALA richtlijn O-139)
- om hartlijnen en keerpunten te identificeren
- als lijn van leidende bakens

In Nederland gebruikt Rijkswaterstaat radarbakens op boeien. Offshore constructies, zoals boor- en productieplatformen voor olie en gaswinning, moeten volgens de Mijnbouwwet ook worden voorzien van radarbakens. Radarbakens zijn niet verplicht bij offshore windmolenparken, maar worden volgens de IALA O-139 wel aangeraden.

## Kenmerken
De kenmerken van radarbakens zijn gedefinieerd in de ITU-R aanbeveling M.824 met technische parameters van radarbakens (RACONS) (ITU-R Recommendation M.824, Technical Parameters of Radar Beacons (RACONS)) en de IALA richtlijn R-101. Radarbakens zijn meestal werkzaam op de 9320 MHz tot 9500 MHz marine radarbandbreedte (X-band) en meestal zijn ze ook actief op de 2920 MHz tot 3100 MHz marine radarbandbreedte (S-band). Moderne radarbakens zijn wendbaar qua frequentie, wat inhoudt dat ze een ontvanger met wijde bandbreedte hebben die een binnenkomende radarpuls detecteert, de zender van het baken afstemt op de ontvangen bandbreedte en antwoord met een signaal van 25 microseconde lang binnen 700 nanoseconden.
Oudere radarbakens opereren in een langzame "veeg"-modus, waarbij de transponder zich over de X-band beweegt iedere een a twee minuten. Hij reageert alleen op dat moment het radarbaken is afgestemd op een binnenkomend radarsignaal op het moment dat de radarpuls arriveert, hetgeen inhoudt dat het slechts 5% van de tijd reageert.
Om te voorkomen dat het antwoord van een radarbaken belangrijke radardoelen maskeert die achter het baken liggen, werken radarbakens slechts voor deel van de tijd. In het Verenigd Koninkrijk wordt 30% aangehouden als tijd waarin het radarbaken actief dient te zijn, wat meestal inhoudt dat het baken in een periode van 20 seconden zal reageren bij een inkomend signaal, en de daarna volgende 40 seconden niet. Soms wordt er 9 seconden aan en 21 seconden uit gebruikt (zoals bij het lichtschip Seven Stones). In de Verenigde Staten wordt een langere periode aangehouden waarin het baken aanstaat, waarbij 50% wordt aangehouden voor boeien die op accu's aangesloten zijn (met 20 seconden aan en 20 seconden uit) en 75% als periode voor bakens aan land.

## Leidende lijn
Radarbakens kunnen ook voor een leidende lijn van bakens gebruikt worden door een opeenvolging van twee of meer radarbakens. De bakens moeten dan binnen het bereik van elkaar worden geplaatst. Dit wordt bijvoorbeeld gebruikt voor een hindernisvrije vaarweg met voldoende waterdiepte.

## Ramarks
Een variant van de radarbakens zijn de zogenaamde ramarks. Dit zijn radarbakens die continu een signaal uitzenden op een brede bandbreedte, zonder dat ze geactiveerd hoeven te worden door een inkomend radarsignaal. Het signaal vormt een lijn van morsetekens op het radarscherm vanaf de positie van het schip tot aan de rand van het radarscherm en geven dus geen indicatie van de afstand in zeemijlen. Ramarks worden relatief weinig gebruikt.